# Ирьянов, Владимир Григорьевич
Владимир Григорьевич Ирьянов (1896, Московская губерния, Российская империя — 22 апреля 1938, Уссурийск, Приморский край) — директор Иркутского авиационного завода.

## Биография
Родился в крестьянской семье и получил среднее образование. Работал кузнецом на заводах в Туле, Москве, Петербурге. Участвовал в Октябрьской революции, служил в Красной армии. 
После демобилизации работал в Воронеже заместителем председателя и председателем горисполкома. 
В апреле 1931 года, его назначили начальником строительства Авиационного завода № 18. (Ныне Филиал ПАО «Ил» - Воронежское акционерное самолётостроительное общество) в Воронеже. За время, проведенное на этом посту, Владимир Григорьевич проявил себя как организатор высшего класса. Ведь благодаря его руководству уже через год после начала строительства завода были полностью завершены работы по закладке фундамента, а к концу 1932 года завод уже вводился в эксплуатацию.  
В октябре 1932 года приказом Основного Управления № 502 о разработке единой дирекции завода, был назначен директором строящегося авиазавода в Иркутске.  
Стройка под Иркутском сходу ощутила прилив новейших, юных сил. Новый директор завода Владимир Григорьевич Ирьянов имел все данные мощного управляющего, опыт и умения. Волевой, энергичный, он прочно взялся за дело, и его умелую руку сходу ощутил коллектив.
Все говорило о стабильности фурроров, завод становится реальностью. Уже на 1934 год назначался не только пуск завода, но и запуск производства самолётов И-14.
В июле 1935 года направлен в Хабаровск на строительство  авиазавода № 83 (ныне Хабаровский завод судового машиностроения). Имея за плечами огромный опыт, он так же смог с нуля ввести в эксплуатацию объекты на территории завода. Предприятие начало производить и поставлять отдельные агрегаты заводу № 126, выполняло отдельные заказы ВВС. На заводе осуществлялся не только ремонт, но и модернизация самолетов, сборка истребителей Як-3, производство агрегатов для бомбардировщиков ДБ-3 и Ил-4.
На следующий год назначен начальником строительства и директором завода № 116 в Уссурийском крае.
Здесь, в тайге, в суровом климате, малонаселенном крае, он попал в труднейшую ситуацию. Не было ни жилья, ни рабочих, ни дорожной инфраструктуры, ни даже выделенной земли под строительство. Ирьянов делал всё что мог. Но стройка ещё в начале стала давать сбои и появилась текучесть кадров. Владимир пытался резко критиковать местные власти, добиваясь помощи, результат – 6 августа 1937 арестован, обвинен в саботаже и срыве сроков строительства. Весной 1938 заслуженный хозяйственник был расстрелян на Уссурийском полигоне спустя всего 15 минут после вынесения приговора. 30 мая 1957 решением Военной коллегией Верховного суда СССР Владимир Григорьевич Ирьянов посмертно реабилитирован. Сегодня именем первого директора завода назван переулок в городе Арсеньев.